# Jakob Mändmets

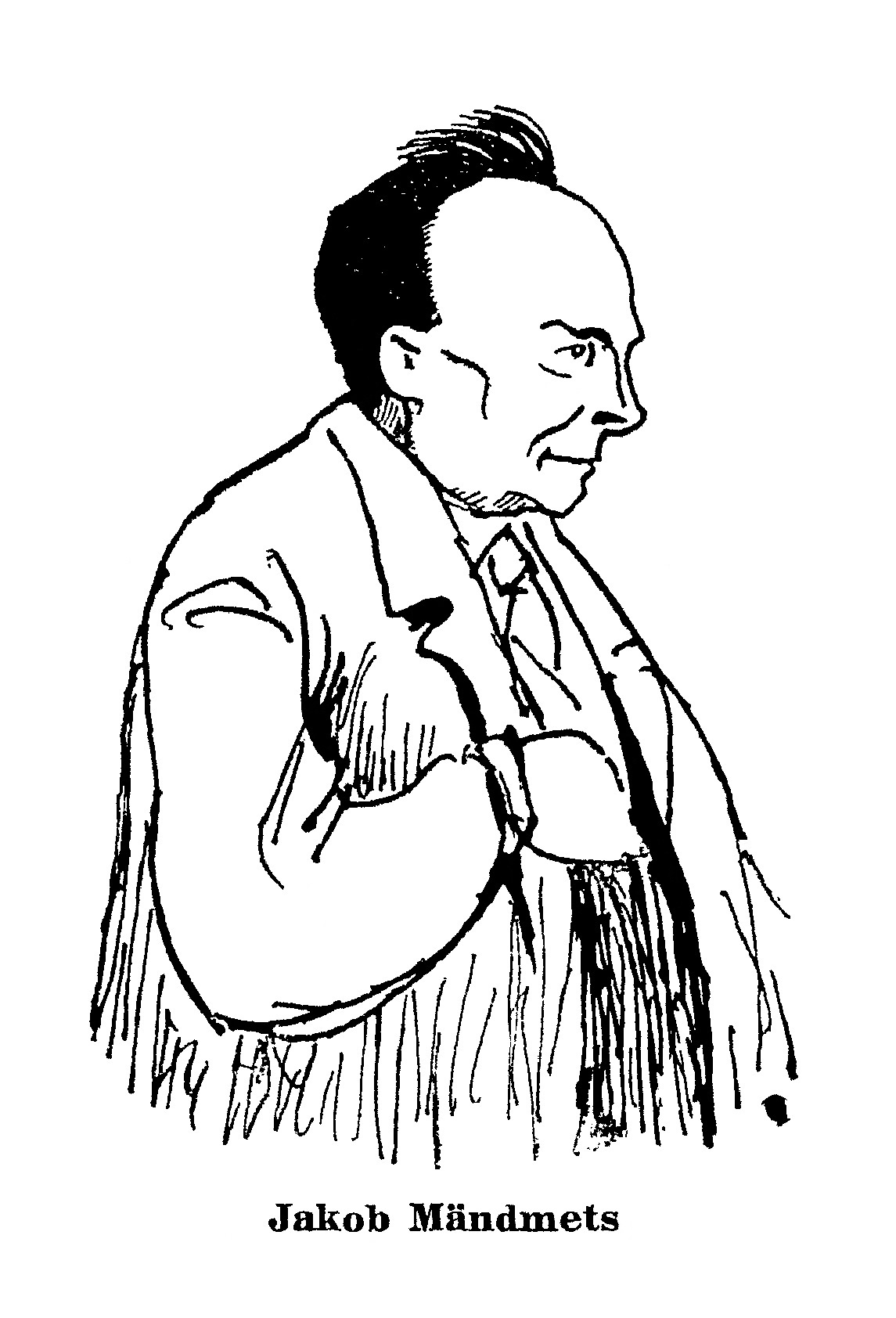

Jakob Mändmets (* 17. Julijul. / 29. Juli 1871greg. in Paiküla, heute Landgemeinde Lääne-Saare, Insel Saaremaa; † 25. Dezember 1930 in Tallinn) war ein estnischer Schriftsteller und Journalist.

## Leben und Werk
Jakob Mändmets studierte von 1885 bis 1888 am Lehrerseminar von Kaarma. Anschließend war er in den Landkreisen Saaremaa, Läänemaa und Harjumaa als Lehrer tätig. Danach schlug Mändmets eine journalistische Laufbahn ein. Von 1903 bis zu deren Verbot 1905 war er als Redakteur bei der estnischen Zeitung Uus Aeg, von 1906 bis 1910 bei Päevaleht, von 1910 bis 1916 bei Tallinna Teataja und von 1916 bis zu seinem Tod wieder bei Päevaleht beschäftigt.
1897 debütierte Mändmets als Schriftsteller. 1922 wurde er Mitglied des Estnischen Schriftstellerverbands. Mändmets schrieb hauptsächlich Geschichten, Novellen und Erzählungen, die das Landleben beschreiben. Einen Großteil seines Werkes widmete er dem ärmlichen Alltagsleben auf seiner Heimatinsel Saaremaa. Daneben veröffentlichte er auch Theaterstücke, Rezensionen und Essays.

## Werke (Auswahl)
- Koduküla vainult (Erzählungen, 1900)
- Pilpad (Erzählungen, 1902)
- Tont (Erzählung, 1902)
- Meri (Novellensammlung, 1914)
- Läbi rädi (Erzählungen, 1927)

## Deutsche Übersetzungen
- Die alte Büchse. Übersetzt von Aivo Kaidja, in: Estnische Novellen. Ausgewählt von Endel Sõgel. Tallinn: Perioodika 1979, S. 95–105.